# Gilberto Prado Galán
Gilberto Prado Galán (Torreón, 20 de septiembre de 1960 - Ciudad de México, 21 de octubre de 2022 ) fue un escritor, polígrafo y palindromista mexicano. Fue miembro del Club Palindromista Internacional, con sede en Barcelona, España. Su obra aborda diversas disciplinas y temáticas. Destacan sus libros "Fragmentos del asombro", "Minas y teodolitos", "Huellas de Salamandra" y "Efímero lloré mi fe", una compilación de 26,162 palíndromos que lo consolidó como el principal expositor en la materia. El último libro de su autoría, publicado un par de meses antes de su fallecimiento, se titula "Ella era el jardín" y está inspirado en la vida de su esposa, Leticia Santos.

## Biografía
Sus padres fueron Miguel Prado Ruiz y Alicia Galán Flores. Tuvo seis hermanos: Alicia, Miguel, Javier, Fernando, Patricia y Teresa. Javier es sacerdote jesuita y director general Académico de la Universidad Iberoamericana León. Gilberto vivió en Torreón, Oaxaca, Las Cruces, Madrid y Ciudad de México. Estuvo casado con Leticia Santos Campa (1967-2016) y fue padre de dos hijas: Sofía Leticia Prado Santos y Verónica Eloísa Prado Santos.
Prado Galán falleció en la Ciudad de México el 21 de octubre de 2022 a la edad de 62 años.

## Trayectoria
Cursó los estudios básicos en las ciudades coahuilenses de Torreón y Muzquiz, así como en Salaverna, Zacatecas. El ciclo de preparatoria lo completó en el Instituto Tecnológico Regional de la Laguna, con sede en Torreón.
Prado fue Psicólogo por el Instituto Superior de Ciencia y Tecnología de Gómez Palacio, Durango y Master of Arts por la Universidad Estatal de Nuevo México, donde formó parte del programa "Who’s Who Among Students" en el ciclo 1999-2000. Además hizo estudios de doctorado en la Universidad Complutense de Madrid.
Fue profesor universitario durante 33 años en instituciones como el Colegio Pedro de Gante, el Instituto Lavoisier, el Colegio Hispano-Mexicano, el Instituto Tecnológico de La Laguna, la Universidad Iberoamericana Torreón y Ciudad de México, la Universidad Estatal de Nuevo México, la Universidad Autónoma de Coahuila, la Casa Chata de Oaxaca, el Instituto Nacional de Bellas Artes (INBA) y el Colegio La Paz. También ha dictado conferencias en el Club Rotario de Polanco, el INBA, el CONACULTA, el Instituto Cultural de Ciudad Juárez, la Fundación Garcilaso Inca de la Vega, la Casa de la Cultura de Tlalpan, la Casa del Poeta, la Casa de la Cultura José Gorostiza, entre otros.
Gilbero Prado fue nombrado Ciudadano Distinguido de la Ciudad de Torreón (1986) y miembro de Honor del Club Palindromista Internacional. Perteneció al Sistema Nacional de Creadores de Arte y fue becario en el rubro de ensayo por el INBA. Perteneció al grupo literario Botella al Mar, coordinado por Saúl Rosales Carrillo y fundó el taller Espejo ególatra.
Incursionó en la radio como conductor durante doce años en Ibero 90.9 y con cápsulas palindrómicas en el programa el Weso de W Radio. Desde 2013 y hasta su fallecimiento, publicó artículos y palíndromos deportivos en Grupo Milenio. Durante poco más de nueve años fungió como Coordinador de Difusión Cultural de la Universidad Iberoamericana Ciudad de México. Entrevistó a cuatro Premios Cervantes mexicanos: Elena Poniatowska, Carlos Fuentes, Sergio Pitol y José Emilio Pacheco. Fue director de la editorial mexicana ArteletrA.

## Obra
Su espectro temático incluyó deportes, ensayo, poesía, narrativa, crónica, artículos, cuentos, aforismos y palíndromos.

### Libros de ensayo (Autoría única)
- Las máscaras de la serpiente (CONACULTA/INBA), 1992, (Premio “Malcolm Lowry”, 1989. Acercamiento a la novela La serpiente emplumada de D.H. Lawrence.
- Huellas de Salamandra (Fondo Editorial Tierra Adentro), 1993. Segunda edición, 2002. Ponderación del libro Salamandra de Octavio Paz.
- Esplendor del canto (Coordenadas de la revista Brecha, 1994): aproximación a la obra de Rubén Bonifaz Nuño.
- Vindicación de Incurable (Universidad Autónoma de Coahuila), 1996.
- Luis Cardoza y Aragón: las ramas de su árbol (UNAM/ Fondo de Cultura Económica), 1997. Premio de ensayo hispanoamericano “Lya Kostakowsky, 1993).
- El oro amotinado (Universidad Nacional Autónoma de México, Colección “Biblioteca de Letras”, 1997: doce ensayos sobre escritores de los Siglos de Oro de la literatura española.
- El misterio y su lámpara (Seminario de Cultura Mexicana), 1998: ensayo sobre la poesía de Enrique González Martínez.
- El año de Borges (Miguel Ángel Porrúa/CNCA), 1999.
- La eternidad en un siglo: amor, creación y muerte en los hombres del 98 (Secretaría de Cultura de Puebla), 2000: asedio a tres temas centrales de la literatura noventayochista.
- Coahuila. Guía del Estado. (Azabache, 1995).
- Minas y teodolitos (Ensayos sobre poesía iberoamericana), CNCA, Colección Sello Bermejo, 2002.
- La posteridad insomne de Pablo Neruda (Instituto Coahuilense de Cultura, 2004)
- Fragmentos del asombro (Ediciones sin Nombre/CONACULTA, 2006)
- Dialéctica del caos (ArteletrA), 2007.
- Efímero lloré mi fe (ensayos y palíndromos, Ediciones sin Nombre, ArteletrA, Icocult, 2010).
- A la gorda drógala (ArteletrA, 2010). El mundo de los palíndromos.
- Echándonos un palíndromo (Algarabía, Lectorum), 2010.
- Sorberé Cerebros (Colofón, 2010)
- Sobre héroes y hazañas, (Cal y Arena), 2011.
- Los ojos de la medusa Universidad Iberoamericana, 2013.
- Mapa del libro humano (Colofón/Arteletra, 2015)
- El Ancla y el mar (para leer El Alpeh) (Universidad Autónoma de Nuevo León/ Universidad Iberoamericana Torreón, 2019)
- El gallo de Esculapio: grandes médicos de la historia (Universidad Veracruzana, 2020)
- Ella era el jardín (Instituto Municipal de Cultura y Educación de Torreón), 2022.[12]

### Libros de poesía (Autoría única)
- Exhumación de la imagen (edición de autor), 1985.
- Fundación del deseo (Instituto Estatal de Bellas Artes de Coahuila), 1988.
- Palabras contra el tiempo (Instituto Coahuilense de Cultura), 1998.
- El canto de la ceniza (Calima, Madrid, 2004)
- Dolor de ser isla (Universidad Autónoma de Coahuila, 2009)[13]

### Volúmenes colectivos
- Sergio Galindo narrador (Universidad Veracruzana), 1992.
- Homenaje a Malcolm Lowry (Universidad Autónoma Metropolitana), 1989.
- Ensayistas de Tierra Adentro (Tierra Adentro), 1994.
- Los empeños (sobre Juana Inés de la Cruz) (Universidad Nacional Autónoma de México), 1995.
- Los empeños (sobre Juan Ruiz de Alarcón) (Universidad Nacional Autónoma de México), 1998.
- Comarca de soles (poemario/ENORME), 1993.
- Cuentos de la laguna (Narrativa/ENORME), 1994.
- Un murmullo intraducible (CONACULTA, 2010)

### Publicaciones en revistas internacionales
- Poemas publicados por la revista de poesía y pensamiento iberorrománico SERTA, de Madrid, 2000, 60-63 pp.
- Introducción al libro La voz de los poetas del poeta español Miguel Veyrat, (editorial Calima de Palma de Mallorca), 2002, 9-20 pp.
- Artículo “El mundo es un barco en busca de Moby Dick”, publicado en Nueva Revista de Madrid, marzo-abril de 2002, 115-123.
- Artículo “Madrid: no vale un canto sonoro/ el silencio que te oí”, Nueva Revista de Madrid, mayo-junio de 2002, 130-133 pp.
- Artículo “Un asedio a la geografía sensorial de Compadre Mon”, Revista Umbral de República Dominicana, 2001, 25-28 pp.
- Poemas del libro Voces y retratos de la New Mexico, en versión bilingüe, revista de la New Mexico State University.
- Ensayo sobre La cifra de Jorge Luis Borges, publicado en Cuadernos de la Huerta de San Vicente, Granada, número 5-6, verano de 2002-11-28, 89-99 pp.
- Ensayo sobre Luis Cardoza y Aragón, Revista de la Universidad de San Carlos,  Guatemala, Guatemala, Núm. 10, 2002.
- La segunda mitad del laberinto: poesía hispanoamericana de la segunda mitad del siglo XX, revista iberorrománica SERTA, Madrid, 2003, 128-146 pp.
- La sombra del pájaro lira: un mundo extraño, Revista de Libros, Madrid, julio-agosto de 2003, p.53.  Archivado el 24 de febrero de 2016 en Wayback Machine.
- Ensayo sobre “La casa inundada” de Felisberto Hernández, revista Barcarola, Albacete, España, 2003.
- Ensayo sobre la poesía de Luis Alberto de Cuenca, revista Barcarola, Albacete, España, 2003, 115-118 pp.
- 50 palíndromos en la revista La bolsa de pipas de Palma de Mallorca, España, número 42, julio de 2003, p. 16.
- Riesgos y fortunas: Tomás Segovia: En los ojos del día, Revista de Libros, Madrid, octubre de 2003, p. 44.
- Palíndromos en el libro Animal-Hada del cantautor Luis Eduardo Aute, Siruela, Madrid, 2005.
- “Valoración de Primero sueño”, revista iberorrománica SERTA, No. 8, 2004-2005, 52-59 pp.
- “La poesía mexicana: ¿descansa en Paz?”, revista Ínsula, Madrid, No. 707, 2005.
- “Alcances de la mirada poética”, Revista de libros, Madrid, 2006.
- “León de Greiff: la música y el sortilegio”, RevistAtlántica, Cádiz, 2008.
- Calendario de la poesía española 2008, Shafiq Naz, Alhambra, publishing,, Bélgica.
- Calendario de la poesía española 2009, Shafiq Naz, Alhambra, publishing, Bélgica.
- Calendario de la poesía española 2010, Shafiq Naz, Alhambra, publishing, Bélgica.
- Tres poemas en el diario español ABC (suplemento ABCD), 6 de marzo de 2010.

### Poemas en revistas internacionales
“Las alas usa la sal” en Blanco y negro, suplemento del diario ABC, primero, y luego en la muestra internacional Poetas en blanco y negro, libro coordinado por la notable poeta Amalia Iglesias (Abada editores, Madrid, 2006). Los poemas “Agónica”, “Predestinación y azar”, “El poeta se acuerda de su muerte”, “Pensado para el humo”, “Fiat umbra”, “Autorretrato” y “El epitafio y las últimas palabras” se publicaron en la hermosa Revistatlántica gaditana con nota preludial del agudo ensayista mexicano Armando González Torres. Los poemas “Predestinación y azar” y “Agónica” se publicaron el seis de marzo (2010) en el diario español ABC.

### Poemas en revistas nacionales
Publicó artículos, ensayos, poemas y crónicas en La Gaceta del FCE (Sobre Borges y sobre Valle Inclán: 1998-1999), Suplemento Sábado de Unomasuno, Periódico de poesía de la UNAM, revista Tierra Adentro, revista Frontera, suplemento cultural de Siempre, suplemento de El Nacional y del diario Crónica. También en la revista Macrópolis y en las revistas Universidad de México (diciembre de 2003) y ArteletrA; en el periódico El financiero, en las revistas Letras libres, Nexos y Rolling Stones, en los suplementos La crónica cultural, El laberinto y Confabulario, revistas Armas y letras, Algarabía  . Fue columnista de las revistas Fahrenheit y El huevo, además de serlo en diversos diarios y revistas de la región lagunera y del estado de Coahuila.

## Premios
- Ciudadano distinguido de la ciudad de Torreón. 1986.
- Premio de Crítica de Arte Luis Cardoza y Aragón. 1988.
- Premio Internacional Malcolm Lowry. 1989.
- Premio Internacional Garcilaso Inca de la Vega. 1990. (presidió el jurado el historiador Silvio Zavala).
- Premio Hispanoamericano Lya Kostakowsky. 1993. (cuyo jurado estuvo integrado por Gabriel García Márquez, Carlos Fuentes y Eduardo Galeano)
- Who's Who's Who Among Students in American 2000 entre los estudiantes más destacados de los Estados Unidos.

## Otras distinciones
- Becario por el Fondo Nacional para la Cultura y las Artes, en la categoría de jóvenes creadores, en el género de ensayo literario 1992-1993.
- Becario por el Fondo Estatal para la Cultura y las Artes, en la categoría de jóvenes creadores, en el género de ensayo literario, 1994.
- Miembro correspondiente del Instituto Garcilaso Inca de la Vega, de Cuzco, Perú, incorporado el 14 de marzo de 1990, por contribuir al conocimiento y a la difusión de la obra del Inca Garcilaso.
- Miembro del Consejo Editorial de la revista Tierra Adentro, 1996 a la fecha.
- Director de la revista de literatura iberoamericana Arteletra.
- Corresponsal del Periódico de poesía de la Universidad Nacional Autónoma de México.
- Secretario de la Corresponsalía del Seminario de Cultura Mexicana en Torreón, 1994.
- Miembro del jurado del Premio Nacional de Ensayo “José Revueltas”, 1995.
- Miembro del jurado del Premio Nacional de poesía joven “Elías Nandino”, 1996.
- Miembro del jurado del Premio Nacional de poesía “Enriqueta Ochoa”, 1997, 1999, 2001.
- Parte del jurado de las becas nacionales del FONCA de creación literaria, 1994.
- Parte del jurado de las becas estatales de Durango FONCA, 2000.
- Miembro del jurado del Premio Internacional de Ensayo “Malcolm Lowry” , 2000.
- Miembro del jurado del concurso Nacional de Cuentos de Terror, Convocado por el Instituto Coahuilense de Cultura, 2000.
- Miembro del jurado del Concurso de Ensayo Literario Alfonso Reyes 2003.
- Miembro del Sistema Nacional de Creadores de Arte a partir del 2004.
- Miembro del Club Internacional de Palindromistas con sede en Barcelona 2007
- Coordinador de la antología iberorrománica El otro medio siglo (Auliga), 2009. Coordinó la parte correspondiente a poesía de habla española en América y en España.